# Barret de bruixa blanc
El barret de bruixa blanc (Inocybe geophylla) és una espècie de fong del grup dels barret de bruixa. Està distribuït a Europa i Amèrica del Nord i apareix en boscos de coníferes i arbres caducifolis a l'estiu i la tardor.

## Toxicitat
Inocybe geophylla conté muscarina. Els símptomes de l'enverinament per la muscarina són l'increment de la salivació, suar i la lacrimació dins dels 15–30 minuts després de la ingestió. A grans dosis hi pot haver dolor abdominal, dolor, nàusea, diarrea i visió borrosa. No hi ha el deliri.
L'antídot específic és l'atropina. Tanmateix, l'administració d'atropina també pot ser perillosa, fins i tot, a grans dosis, mortal.
No hi ha registres que aquesta intoxicació hagi estat mortal.